# Silvretta (jezioro)
Jezioro Silvretta – sztuczny zbiornik wodny utworzony w masywie Silvretta na rzece Ill w austriackim kraju związkowym Vorarlberg. Budowę rozpoczęto w 1938 roku, a ukończono w 1951 roku. Zlewnia zbiornika osiąga powierzchnię 45 km², z czego 10 km² to lodowce. Elektrownia ta jest w stanie wytworzyć 134 mln kWh energii. Wysokość lustra zbiornika to 2030 m n.p.m., a odpływ znajduje się na poziomie 1986 m. Średnia przepustowość wynosi 80 mln m³. Zbiornik znajduje się tuż poniżej przełęczy Bielerhöhe.

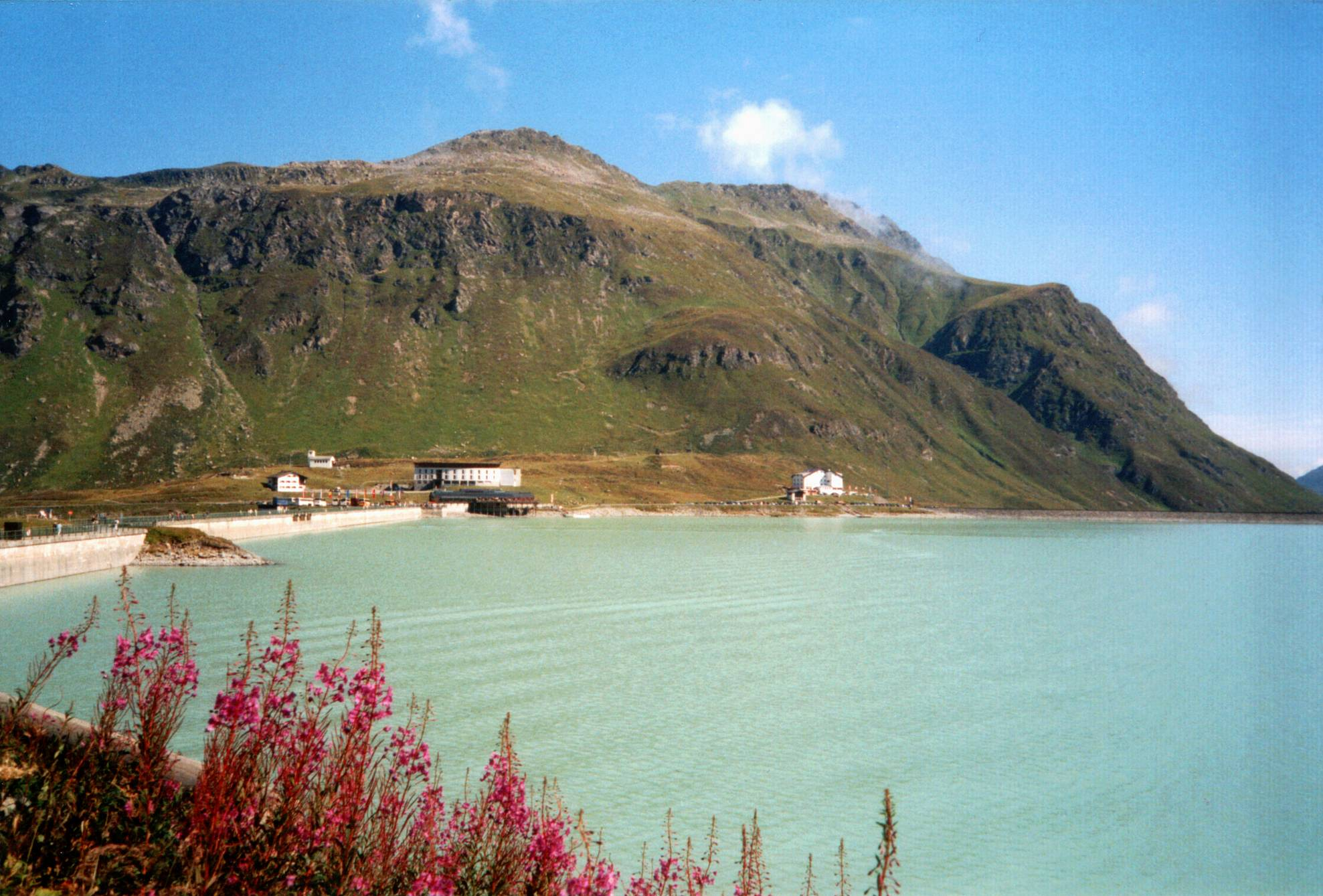
Zbiornik
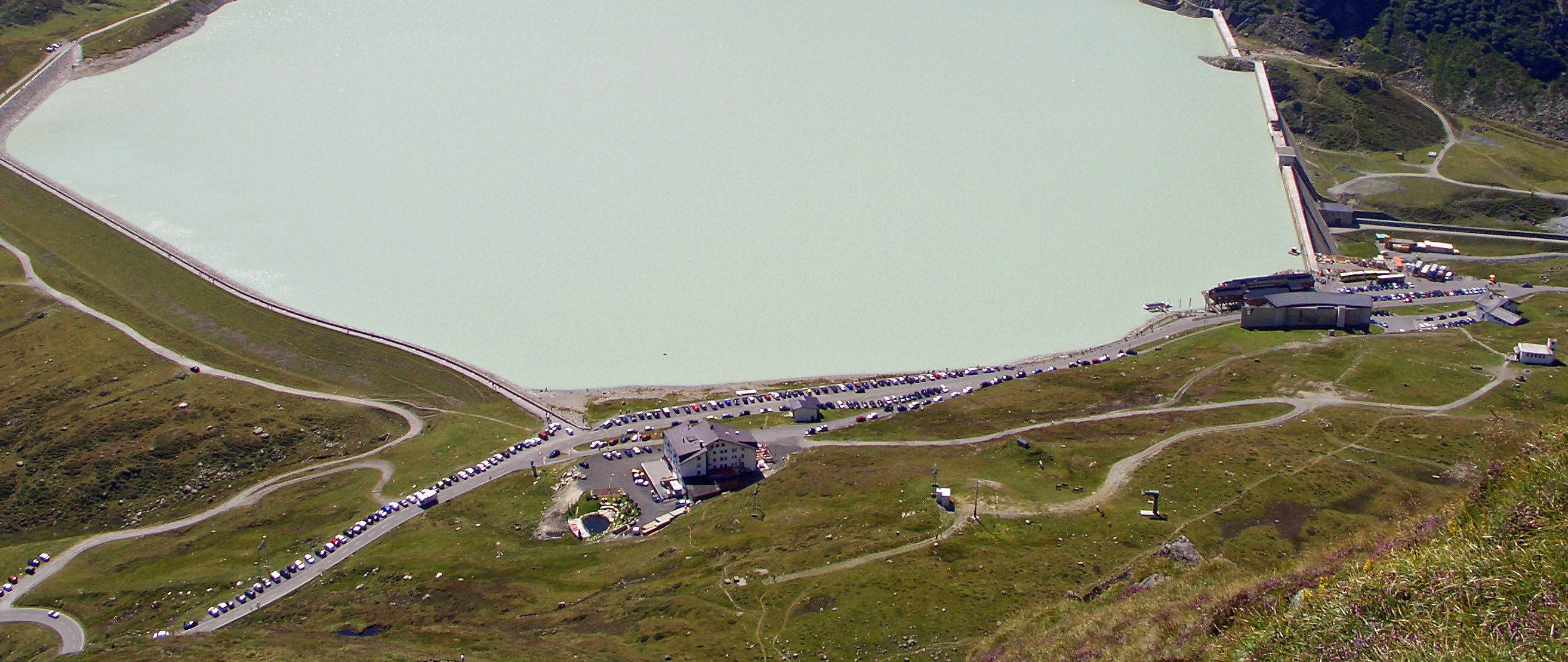
Widok na zbiornik z przełęczy Bielerhöhe
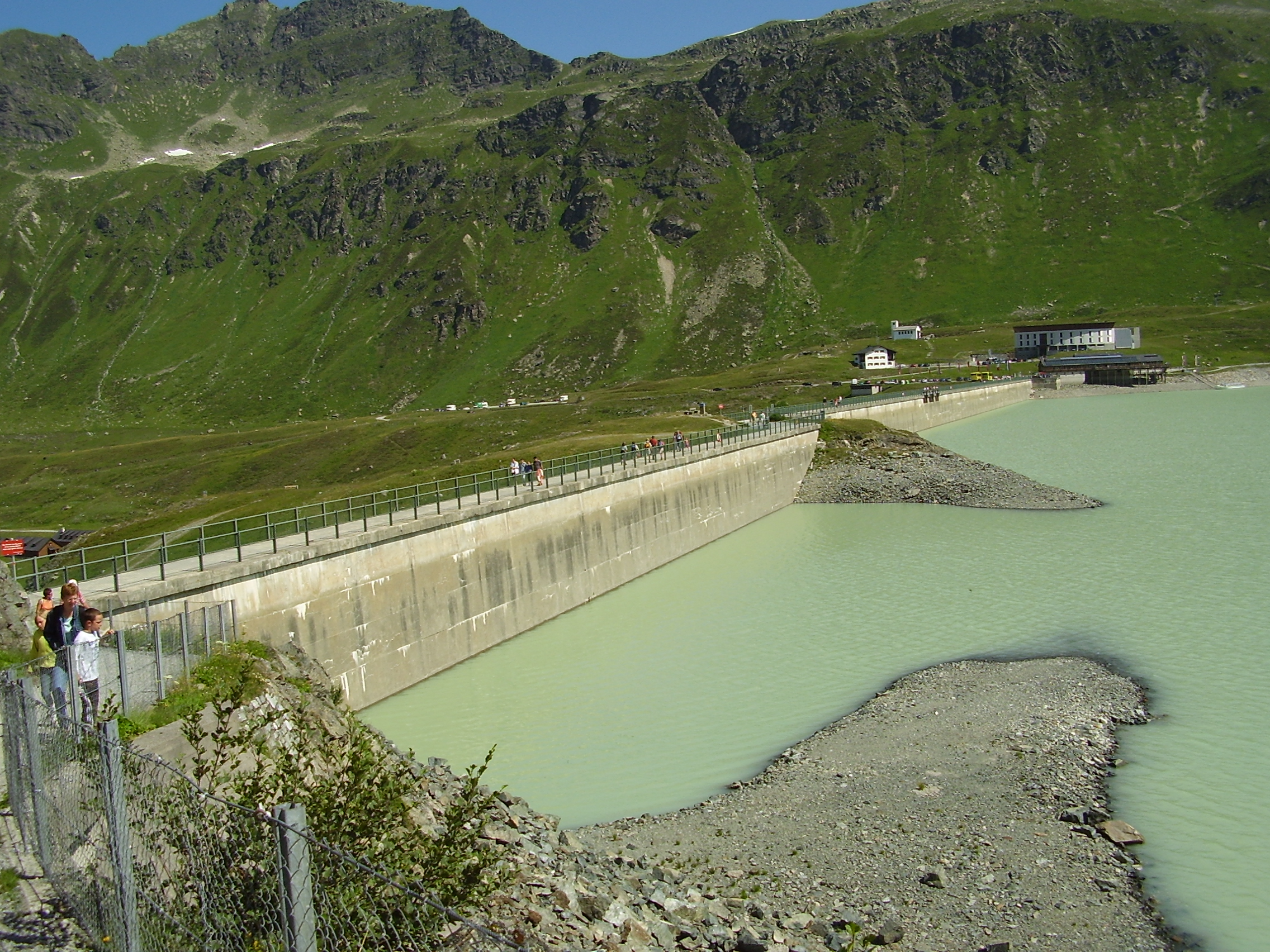
Zapora